# ハルシャ・ヴァルダナ
ハルシャ・ヴァルダナ（Harsha Vardhana, 590年 - 647年）は、古代北インド最後の統一王朝であるヴァルダナ朝の大王（在位：606年 - 647年）。シーラーディトヤ（Siilāditya、漢語文献では戒日王、尸羅逸多）と号した。グプタ朝滅亡後の混乱のうちにあった北インドを統一した文武両面に秀でた名君のひとり。

## 生涯

### 即位

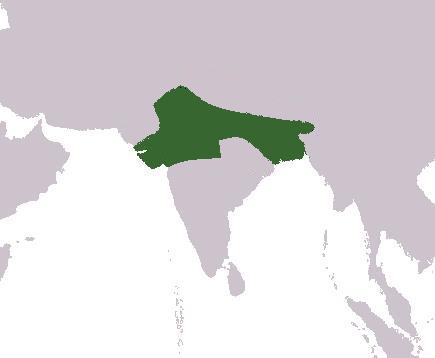
ハルシャ・ヴァルダナの支配した領域

550年ころ、グプタ朝が「白いフン族」と呼ばれたエフタルの侵略によって滅亡すると、北インドは分裂状態に陥った。
ヴァルダナ朝はデリー北方のスターネーシュヴァラ（ターネーサル）の出身であり、ハルシャの祖父王アーディトヤ、父王プラバーカラの間、フーナ、マールワの両地方を抑えて国勢を拡大した。兄王ラージャ・ヴァルダナがベンガル地方（金耳国、カルナスヴァルナ）の支配者シャシャーンカの奸計による不慮の死を遂げたあと、606年、16歳でデリー北方に所在する父祖伝来のターネーサルの王国と、義弟の死で空位となったマウカリ朝の領土とを合わせたガンジス川上流域の大国の王位についた。

### 北インドの平定
ハルシャ王は、要請の地でマウカリ朝の首都であったガンジス河畔のカナウジをみずからの王国の都に定めたのち、四囲に兵を進め、宿敵であったカルナスヴァルナのシャシャーンカを討滅して兄の無念を晴らし、生産力豊かなベンガルを領土に加えるため、兵力の増強をはかって象軍5,000、馬軍20,000、歩兵50,000の軍隊を組織し、アッサム王バースカラヴァルマンとも同盟してベンガルを平定した。
その後、ハルシャ王は北インドの統一事業に乗り出し、6年間でインド中部チャールキヤ朝のプラケーシン2世が支配する一帯をのぞく北インドの大部分を統一した。この時点で象軍60,000、馬兵100,000にも達していたという。以後、首都のカナウジは北インド政治の中心となった。その繁栄ぶりは『大唐西域記』にも記されている。プラケーシン2世に対しては、634年ころ、大軍を派遣したものの南北インドの境をなすヴィンディヤ山脈の麓のナルマダー河畔で破れたため、南インドへの進出はかなわなかった。

### 宗教と学芸の保護

玄奘三蔵

王は当初シヴァ神を奉ずるヒンドゥー教徒であったが、のちに自ら仏教を主題とする戯曲を著すなど仏教にも帰依して教団に惜しみない援助をあたえた。当時はヒンドゥー教の隆盛がみられた一方、仏教は教義の研究が中心となり、大衆から遊離したため教勢は全体として衰退していた。そうしたなかにあってグプタ朝よりつづくナーランダ僧院には東南アジア地域を含む各地より数千人におよぶ学僧が集まり、研究にいそしんでいた。
「三蔵法師」としてその学識は並ぶ者なしといわれた玄奘は唐からの求法僧で、629年に中国を出発、630年ころヴァルダナ朝インドに訪れている。玄奘を喜んで迎えたのが、当時インド最大の学者といわれたシーラーパドラ（戒賢）だった。ハルシャ王も玄奘一行を手篤くもてなし、布施をあたえてプラヤーガ（現在のアラハバード）に招いて大宴会を催したという逸話が残っている。玄奘は5年間、ナーランダ僧院で修学し、ハルシャ王にも進講した。
玄奘の訪印を記した『大唐西域記』によれば、ハルシャ王は1年に一度諸国の学僧を集めて広く議論を興し、5年に一度「無遮大会」とよばれる聖俗貴賤を問わない布施の行事を催すなど、仏教に対する信奉も篤いものであった。法会での玄奘の学識の高さに感動したハルシャ王は、美しく着飾った象に乗せて街を練り歩く栄誉を与えようとしたが本人が固辞したため玄奘の袈裟を乗せて巡回することになったという。
勇猛な武人であると同時に文芸愛好者でもあったハルシャ王の宮廷には、数多くの詩人や学者が集まっていた。バーナ Bānaは、ハルシャ王の事績をたたえる『ハルシャチャリタ』Harsacaritaを著した。

### 内政と外交
ハルシャ王は独裁的ではあったが善政をしき、一代で北インドにグプタ朝的秩序を回復した。『大唐西域記』には、30年近くも戦争が起こらず、政教和平であると記している。
ハルシャ王はみずからの本拠であるガンジス川上流地方を直接統治したが、その他の領土は服従を誓った地方領主（サーマンタ）に支配を委ねた。上述したハルシャ王の「無遮大会」は、『大唐西域記』によれば金銀、真珠、紅玻璃、大青珠などの多くの貴石、宝石さえ準備され、王の装身具や衣服までもが施されて、大会が終わると国庫が空になるほどの徹底した喜捨であった。それを見かねた地方領主は、王の装身具を買い戻して差し出したとつたわる。
ハルシャ王はまた、晩年には唐の太宗との間に使節を交換した。ヴァルダナ朝からの修好使節は641年に唐の朝廷に派遣された。王玄策は643年（貞観17年）に答礼使の副使としてインドを訪れ、647年には正使として再び訪印した。2度目の訪印はハルシャ王死没の直後にあたり、王玄策一行はヴァルダナ朝の臣下でその支配から離反して王位を簒奪しようとしたアラナシュの兵に捕らえられたが、脱出して檄文を発し、チベット（吐蕃）とネパール（泥婆羅）から8千余の兵を得てアラナシュを征討した。しかし、ハルシャ王の死とともにヴァルダナ朝の勢威は急速に落ちていった。

### 最期
647年、ハルシャ王が後継者を残さずに没すると、王国は再び急速に分裂していった。新たな分裂の時代は「しのぎをけずりあう諸王朝と、混じり合う諸民族をはっきりとは区別できない」時代とも称される。中央アジアからの侵略諸勢力がカイバル峠をこえて北西部よりインドに殺到し、ヒンドスタン平原は再び群雄割拠の状態に陥った。これ以降「ラージプートの時代」と呼ばれる時代がおとずれる。

## 詩人としてのハルシャ王
ハルシャ王はまた、サンスクリット詩人としても有名で「ナーガーナンダ（竜王の歓喜）」「ラトナヴァリー」「プリヤダルシカー」の著作がある。